# Djavid Osmanov
Djavid Osmanov est un homme politique azerbaïdjanais, membre des Ve et VIe législatures de l'Assemblée nationale d'Azerbaïdjan.

## Biographie
Djavid Osmanov Il est né le 6 février 1975 dans la ville d'Ağdaş. Il est diplômé de la faculté de gestion administrative de l'Académie d'administration publique auprès du président de la République d'Azerbaïdjan.

### Carrière
Djavid Osmanov est membre du comité de la jeunesse et des sports de l'Assemblée nationale et du comité des affaires régionales. Il est membre des groupes de travail sur les relations avec les parlements des Émirats arabes unis, de la Bosnie-Herzégovine, de la Chine, de la Géorgie, de l'Italie et de l'Ukraine.
Il est membre de la délégation azerbaïdjanaise à l'Assemblée parlementaire du GUAM.

### Famille
Il est marié et a deux enfants.